# أبو العبد أشداء
أبو العبد أشداء واسمهُ الحقيقي عبد المعين كحال هو مُعارِض سوري وأحد قادة جيش حلب الذي كان يضمُّ عددًا من التشكيلات العسكريّة المُسلَّحة بما في ذلك فصائل في الجيش السوري الحر و‌أحرار الشام فضلًا عن الجبهة الشامية.

## النشاط العسكري
بدأَ أشداء نشاطهُ العسكري كقائدٍ للواء مجاهدو أشداء الذي بدأَ هو الآخر ينشطُ في الحرب السوريّة عام 2014؛ حيثُ كان هذا اللواء جزءًا من أحرار الشام إلى أن انشقَّ عن المجموعة في عام 2016 ردًا على تورط فصيل أحرار الشام في عملية درع الفرات التي نتجَ عنها سحبُ عددٍ من المقاتلين والثوار من حلب إلى مناطق أخرى في شمال سوريا للقتال جنبًا إلى جنبٍ مع الجيش التركي في حربهِ ضدّ داعش و‌قوات سوريا الديمقراطية وهو ما تسبَّب في خسارة كثيرٍ من مناطق المعارضة لصالحِ القوات النظامية في محافظة حلب في تلك الفترة.
دبَّت الخلافات بين أحرار الشام ولواء مجاهدو أشداء ما تسبّب في مغادرة هذا الأخير للأحرار والانضمامِ – مؤقتًا – لجبهة أنصار الدين قبل أن يعود إلى أحرار الشام في وقتٍ لاحقٍ. خلال قيادته لواء مجاهدو أشداء؛ نجحَ أبو العبد في اجتذابِ مجندين مصريين مقيمين في ريف حلب والذين كانوا يُِنظموا حملات الدعوة بما في ذلك أبو اليقظان المصري الذي سيُصبح فيما بعد مسؤولًا دينيًا بارزًا في هيئة تحرير الشام.
في الأول من كانون الأول/ديسمبر 2016؛ وبعد معاناةٍ من العديد من الانتكاسات والخسائر في حلب أصبحَ أشداء أمير تحالف جيش حلب الذي بدأَ النشاط بدايةً في شرق حلب؛ وبعد خسارة المعارضة للمحافظة لصالحِ النظام المدعومِ بالسلاح الجوي الروسي وبعشرات الميليشيات الإيرانيّة على الأرض؛ ألقى أبو العبد اللوم على العديد من الجماعات الثوريّة متهمًا إيّاها بتخزينِ الأسلحة التي لم تُستعمل والتي انتهى بها الحال في الوقوعِ في أيدي النظام فضلًا عن اتهامه لفصائل ثانية بأنهم جواسيس للنظام وثالثة مدعومة من دول أجنبية أمرتها بالانسحابِ من حلب للمشاركة في عملية درع الفرات.
توارى أبو العبد أشداء عن الأنظارِ قليلًا؛ لكنه عاد للبروز عام 2017 بعد تشكيل هيئة تحرير الشام (جبهة النصرة سابقًا)؛ حيثُ انضمَّ أبو العبد للهيئة وأصبح قائدًا لفصيلٍ مُصغَّرٍ كان يُعرف باسمِ جيش عمر بن خطاب. لم تكد تنقضي عامين على انضمامه للهيئة حتى بدأت الخلافات تظهر بين هذه الأخيرة وأشداء؛ ففي التاسع من أيلول/سبتمبر 2019 نشرَ أبو العبد أشداء شريط فيديو ينتقدُ فيه هيئة تحرير الشام قائلاً إنَّ الجماعة فاسدة داخليًا بل إن قادتها الطواغيت شاركوا في الاستيلاء على ممتلكات المدنيين واحتكارها بدل تعزيز الإنفاق العسكري وبدل بَذْلِ الغالي والنفيس في سبيلِ الدفاع عن المناطق التي يُسيطر عليها الثوار. طُرد أبو العبد في اليوم الموالي من منصبه كقائدٍ لما عُرف بجيش عمر بن الخطاب وقيل إنه سيواجه عقوبةً من قادة الهيئة. ألقي القبض على أبو العبد أشداء في الثاني عشر من أيلول/سبتمبر 2019 من قبل عناصر يتبعون الهيئة وذلك بتهمةِ «التشهير والتحريض على الانقسام» و«تسريب معلومات قد تُسبِّب الضرر وقد تُفيد الأعداء». ظل أشداء محتجزًا لدى الهيئة لفترةٍ غير معروفة بينما قالت بعضُ المصادر المحليّة إن الرجل محتجزٌ تحت إشرافٍ دقيق ولا يُسمح بالتواصل معه إلا بحضور عناصر الهيئة.